# Брюква
Брюквата или жълта ряпа (Brassica napobrassica или Brassica napus var. napobrassica) е кореноплодна култура, зеленчук, получен чрез кръстосване на зеле и бяла ряпа. Листата ѝ могат да се консумират като листен зеленчук.